# Maison von Hörde
 (juillet 2018).
Si vous disposez d'ouvrages ou d'articles de référence ou si vous connaissez des sites web de qualité traitant du thème abordé ici, merci de compléter l'article en donnant les références utiles à sa vérifiabilité et en les liant à la section « Notes et références ».
Pour les articles homonymes, voir Hörde.
La famille von Hörde (aussi von Hoerde) est une ancienne famille de la noblesse allemande originaire de Westphalie. Cette famille a été citée pour la première fois en 1198. Un des fiefs de la famille von Hörde se situe à Hörde, dans l'actuel quartier Hoerde de Dortmund.

## Histoire
Albert von Hörde fut un ministre de l’empereur Otto IV. Il prend part à la Cinquième croisade et participe au siège de Damiette en 1218. Un descendant Albert von Hörde (1227–1260) fut le principal ministre auprès de l’évêque de Cologne.
En 1271, la famille entre au service des comtes d'Isenberg-Hohenlimburg. Cette même année, un Albert von Hörde est cité comme « Edelherr » (Nobilis). En 1297, la propriété de Hörder Burg est attribuée au duché du Comté de La Marck.

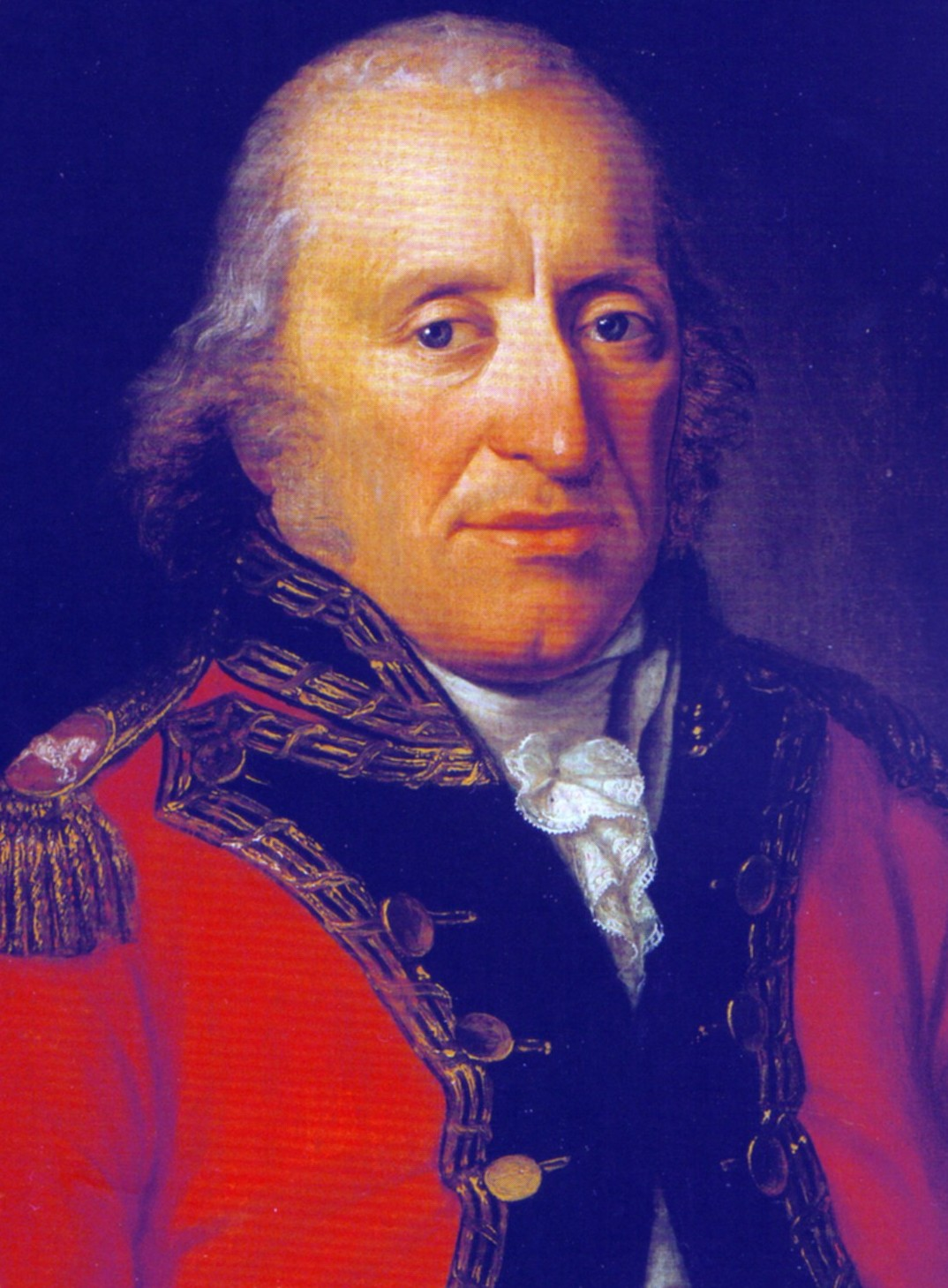
Huile sur toile, possession actuelle de la famille von Hörde, portrait de Freiherr Ferdinand Friedrich von Hörde en tenue d'apparat des députés au duché de Westphalie

Au XIIIe siècle, la famille possède les biens de Störmede, Schüren et Mönninghausen, et au  XIVe siècle les biens de Boke, Böckenförde, Eichlinghofen et Wellinghofen. En 1350, Johan von Hoerde est magistrat dans la localité de Eichlinghoven. D’autres propriétés leur sont attribuées. La famille administre des organisations soutenant l’œuvre ecclésiastique.
Au XIVe siècle, la dynastie von Hörde du château de Störmede se sépare en une lignée de « vieille maison » et une de « haute maison » dont les propriétés sont en 1652 attribuées à la famille von Korf. Au XVe siècle, la branche de la lignée de « vieille maison » entre en possession du château d'Eringerfeld. En l’an 1510 Alhard von Hörde est associé à la Cour de  « Wambeke » à Bökenförde. En 1584, une branche von Hörde de Wambeke se crée dont les possessions sont décrites comme de « Schwarzenraben ».
Entre 1748 et 1765, il s’établit sous la vassalité et à la discrétion du (Baron) Freiherr Ferdinand Friedrich von Hörde (1710-1780), un fief autour du château baroque de Schwarzenraben.
Au XIXe siècle les propriétés d’Eringerfeld et Schwarzenraben sont attribuées aux familles von der Decken et von Ketteler. La propriété de Erwitte, acquise par héritage, est donnée au clergé en 1860. Le château de Milse est attribué en 1743 à la famille von Hörde. Cette propriété est cédée par le chambellan Ludwig Philipp von Hoerde.

## Héraldique

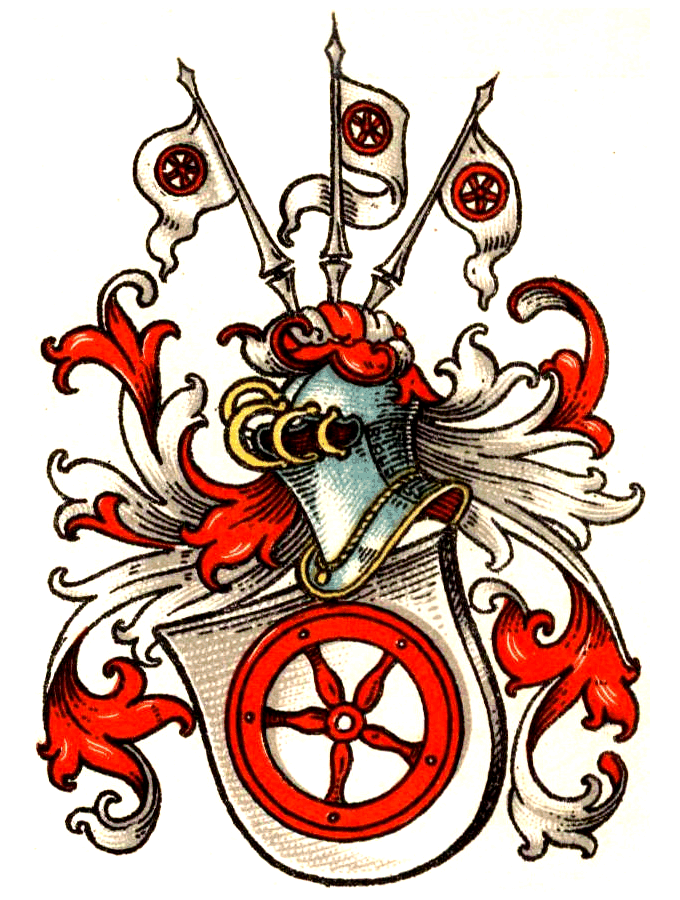
Armes anciennes

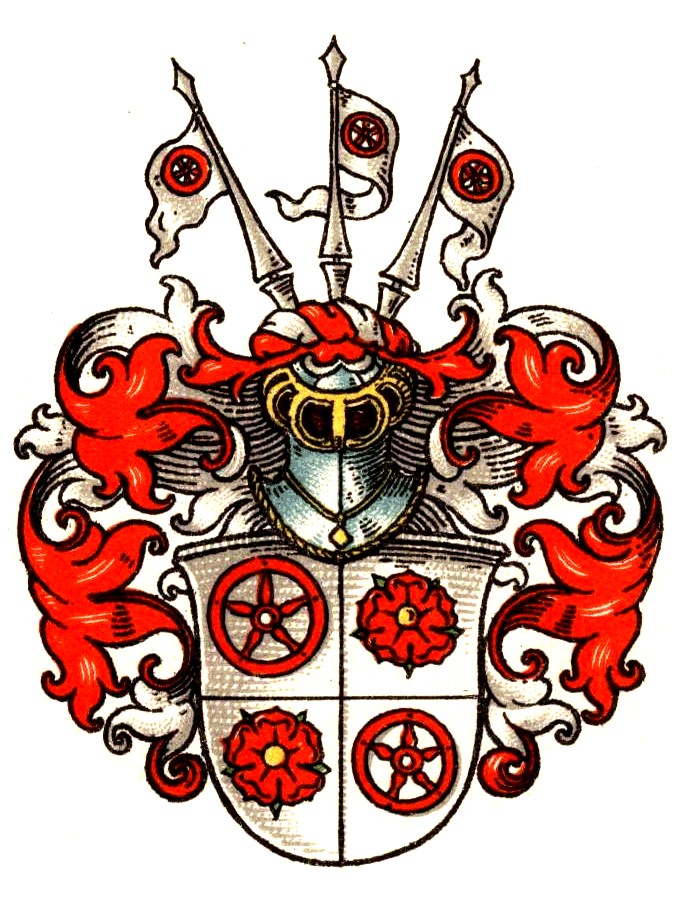
Blason von Hörde doublé

Le blason de la famille von Hörde décrit sur un champ blanc unis à quatre cantons de première gueule une figure artificielle de roue rouge à cinq branches et en seconde une figure naturelle de rose rouge de gueule au bouton et a cinq pointes doré donc le motif est repris en symétrie sur le troisième de l’écu en bannière traditionnelle stylisé arrondi s’ouvrant sur le haut en tulipe. Le heaume à cinq ventailles se trouve coiffé d’un tortillon alternant en partant de la gauche le rouge et le blanc de la dominante héraldique, portant trois lances à pointes argentées dont les fanions reprennent l’écu de roue rouge à cinq branches. Sur le haut du plastron accolé un collier d’or au médaillon doré en taille losange. Un lambrequin décrit d’un motif baroque rouge à l’extérieur et blanc à l’intérieur.
Le blason antérieur à ce mariage avec Cunigund von Stromede présente sur un plein blanc de gueule la roue rouge à cinq branches porté par le même lambrequin orné d'un même heaume de profil tourné vers la gauche.

## Personnalités
- Raban von Hörde († 1575), prévôt à la Principauté épiscopale de Münster.
- Alhard von Hörde, grand commandeur de l’ordre teutonique de Hesse auprès de la commanderie de Marbourg 1571-1586.
- Catharina von Hoerde a Stoermede, mère de  Christoph Bernhard von Galen.
- Georg von Hörde, grand commandeur de l’ordre teutonique de Hesse auprès de la commanderie de Marbourg 1586–1591.
- Hermann Wennemar von Hörde, commandeur de l’ordre teutonique de Hesse auprès de la commanderie de Marbourg († 21. Oktober 1728).
- Johann Friedrich Adolf von Hörde (1688–1761), substitut à l’évêché d’Osnabrück et mandataire auprès du Vicariat apostolique de la Germanie septentrionale à Hildesheim.
- Philipp von Hoerde de la maison Boke (1455–1510) était seigneur du château de Boke, vassal au duché de Westphalie et substitut auprès de l’évêché de Münster.
- Wilhelm von Hörde, commandeur de l’ordre teutonique de Hesse auprès de la commanderie de Marbourg (1571–1573), inhumé à Sachsenhausen (Francfort-sur-le-Main)